# Andrea Rooth
Andrea Rooth (6 de marzo de 2002) es una deportista de Noruega que compite en atletismo. Ganó una medalla de oro en el Campeonato Europeo de Atletismo Sub-20 de 2021, en la prueba de 400 m vallas.